# Tour de France: Klassikern inifrån
Tour de France: Klassikern inifrån (engelska: Tour de France: Unchained) är en brittisk-fransk sport- och dokumentärserie som hade premiär på strömningstjänsten Netflix den 8 juni 2023. Den första säsongen består av åtta avsnitt. En andra säsong hade premiär den 11 juni 2024.

## Handling
Den första säsongen kretsar kring 2022 års upplaga av det tre veckor långa etapploppet Tour de France, och följer några av världens främsta cyklister från starten i  Köpenhamn till målet i Paris. Den andra säsongen följer cyklisterna i 2023 års upplaga av Tour de France från starten i Bilbao till målet i Paris.

## Medverkande (i urval)
- Alec Newman – berättare
- Christian Prudhomme
- Orla Chennaoui